# Operation Flashpoint: Red River
Operation Flashpoint: Red River (с англ. — «Операция «Флешпоинт»: Красная река») — компьютерная игра в жанре тактического шутера, разработанная и изданная великобританской компанией Codemasters. В Европе игра вышла 21 апреля 2011 года для платформ PC, Xbox 360 и PlayStation 3. Игра является продолжением Operation Flashpoint: Dragon Rising и третьей полноценной игрой в серии игр Operation Flashpoint.
События игры разворачиваются в наше время на территории Таджикистана. Согласно сюжету игры, на его территории возникла гражданская война, и в качестве миротворческих сил туда послан Корпус морской пехоты США.
В России локализатором и издателем выступила компания «Бука».

## Игровой процесс
Operation Flashpoint: Red River является тактическим шутером от первого лица, подобным всем играм серии. Сюжетная кампания доступна как в классическом однопользовательском режиме, так и в кооперативном. Однако «классический» многопользовательский режим присутствует.
Какие-либо инструменты для создания модификаций типа редакторов уровней или SDK отсутствуют.
Кампания, где есть возможность одиночного режима и кооперативного прохождения, в Operation Flashpoint: Red River разделена на три части.
Игрок выступает в качестве солдата корпуса морской пехоты США и должен вести отряд из четырёх солдат и принимать участие в операциях, в которых замешаны ещё несколько отрядов. Используя серию команд, игрок может приказывать персонажам идти в определённое место, стрелять по команде и т. п.
В начале игры у игрока будет возможность выбрать один из четырёх классов морских пехотинцев: стрелка, гранатомётчика, разведчика и пулемётчика, у каждого из которых будет собственный набор оружия и навыков. Во время игрового процесса будут зарабатываться очки опыта, которые впоследствии игрок сможет потратить на приобретение оружия, амуниции и других улучшений. Например, разведчик имеет перк, который уменьшает падение пули при её полёте под воздействием гравитации.
Директор проекта Сион Лентон заявил, что Operation Flashpoint: Red River создаётся с уклоном на совместное прохождение кампании, которая будет содержать увлекательный сюжет, массу новых возможностей ведения как ближнего боя, так и использования воздушной поддержки, что позволит игрокам ощутить реалии войны как никогда прежде. Реализм будет касаться и смерти, игрок может погибнуть от единственного попадания вражеской пули, если эта пуля попадёт в жизненно важную область тела.
Разработчики описывают игру как максимально приближенную к реальности (к примеру, от мощных взрывов солдаты могут «остаться» без рук или ног), однако это прямо противоречит некоторым нереалистичным перкам, таким как «уменьшение падения пули под действием гравитации», описанное выше, а также тому, что в игре полностью отсутствуют мирные жители.

## Сюжет
Сюжетная часть игры Operation Flashpoint: Red River завязана на вымышленном внутренним конфликте в Таджикистане и прилегающих к нему районах Китая между радикальными исламистами и пророссийским правительством, происходящим в 2012—2013 году. После вспыхнувшей гражданской войны для захвата власти и установления проамериканского режима в регион направляются подразделения корпуса морской пехоты США. Однако не всех устраивает такой ход событий, КНР выдвигает ультиматум США, чтобы те немедленно покинули занятую территорию, на что получает отказ, что провоцирует Китай на ввод войск в Таджикистан. Всё это способствует появлению ещё одной горячей точки в мире.

## Оценки и отзывы
| Сводный рейтинг       | Сводный рейтинг                        |
| Агрегатор             | Оценка                                 |
| --------------------- | -------------------------------------- |
| GameRankings          | X360: 69,11 % ПК: 67,20 % PS3: 65,88 % |
| Иноязычные издания    |                                        |
| Издание               | Оценка                                 |
| IGN                   | 7,5/10                                 |
| Русскоязычные издания |                                        |
| Издание               | Оценка                                 |
| Absolute Games        | 67 %                                   |
| «PC Игры»             | 6,0/10                                 |
| PlayGround.ru         | 6,9/10                                 |
| «Игромания»           | 8/10                                   |
| «Страна игр»          | 7,5/10                                 |

Operation Flashpoint: Red River получила неоднозначные отзывы критиков. «Страна игр» считает, что игра «по-прежнему охотится за двумя зайцами, имя которым „очень просто“ и „реалистично“. В отличие от других прямолинейных милитари-шутеров, честно просчитывается баллистика, но в то же время нельзя отключить „джедайские“ трассёры, по которым легко пристреляться или отследить нычку противника».
Журнал «PC Игры» поставил игре 6 баллов из 10 и при этом серьёзно критикует игру: «серия очевидно деградирует, как ребёнок, выброшенный на улицу. Red River меньше, глупее, недоделаннее Dragon Rising. Игра-сирота, которую стоит вернуть Bohemia Interactive — к „маме и папе“».
Издание Absolute Games назвало игру «весёлой и по-хорошему безбашенной», однако также отметило, что она серьёзно уступает другим тактическим шутерам.
Депутат парламента Таджикистана Давлатали Давлатзода предложил запретить игру и выразить её создателям официальный протест, охарактеризовав игру как «плод больной фантазии некоторых недругов Таджикистана, которые мечтают о том, чтобы наша страна находилась в пучине постоянных конфликтов».